# Angelo Iacono
Angelo Iacono, o Angelo Jacono (Tunisi, 27 novembre 1936), è un produttore cinematografico e regista italiano.

## Biografia
Angelo Iacono lavorò nell'industria cinematografica dapprima in modo occasionale nei primi anni sessanta (assistente regista di Roberto Rossellini in Anima nera; segretario di produzione di Federico Fellini in 8½) si dedicò in seguito all'attività produttiva. Molto importante fu la sua collaborazione con Dario Argento. Nel 1979 ebbe l'unica esperienza di regia: Profumi e balocchi di cui fu protagonista femminile la moglie Cintia Lodetti.

## Filmografia

### Regista e sceneggiatore
- Profumi e balocchi (1979)

### Assistente regista
- Anima nera, regia di Roberto Rossellini (1962)

### Direttore di produzione
- La costanza della ragione, regia di Pasquale Festa Campanile (1964)
- Italian Secret Service, regia di Luigi Comencini (1968)
- Scusi, facciamo l'amore?, regia di Vittorio Caprioli (1967)
- Colpo rovente, regia di Piero Zuffi (1969)
- Il gatto a nove code, regia di Dario Argento (1971)
- 4 mosche di velluto grigio, regia di Dario Argento (1971)
- Inferno (1980)
- Noa Noa, regia di Ugo Liberatore (1973)
- Phenomena (1985)

### Ispettore di produzione
- Incompreso, regia di Luigi Comencini (1964)
- Le voci bianche, regia di Pasquale Festa Campanile (1964)
- Il compagno don Camillo, regia di Luigi Comencini (1965)
- La ragazza del bersagliere, regia di Alessandro Blasetti (1966)

### Organizzatore generale
- Un caso di coscienza, regia di Giovanni Grimaldi (1969)
- Principe coronato cercasi per ricca ereditiera, regia di Giovanni Grimaldi (1970)
- Bisturi - La mafia bianca, regia di Luigi Zampa (1963)
- Le cinque giornate, regia di Dario Argento (1973)
- Profondo rosso, regia di Dario Argento (1975)
- L'albero dalle foglie rosa, regia di Armando Nannuzzi (1974)
- Tenebre, regia di Dario Argento (1982)

### Produttore
- Per amore o per forza, regia di Massimo Franciosa (1971)
- No il caso è felicemente risolto, regia di Vittorio Salerno (1973)
- Bello come un arcangelo, regia di Alfredo Giannetti (1974)
- Fango bollente, regia di Vittorio Salerno (1975)
- Vai col liscio, regia di Giancarlo Nicotra (1976)
- Cyclone, regia di René Cardona Jr. (1978)
- Favoriti e vincenti, regia di Salvatore Maira (1983)
- Uccelli 2 - La paura, regia di René Cardona Jr. (1987)
- La rumbera, regia di Piero Vivarelli (1998)

### Segretario di produzione
- Ursus e la ragazza tartara, regia di Remigio Del Grosso (1962)
- 8½, regia di Federico Fellini (1963)